# みなみのうお座ベータ星
みなみのうお座β星（みなみのうおざベータせい、β Piscis Austrini、β PsA）は、みなみのうお座で4番目に明るくみえる恒星である。見かけの等級は4.29と、肉眼でみえる明るさである。年周視差に基づいて太陽からの距離を計算すると、約148光年となる。重星として知られ、1つの伴星と固有運動を共有する連星系であると考えられる。

## 特徴
| 太陽 | みなみのうお座β星 |
| ---- | ----------------- |
| 太陽 | Exoplanet         |

みなみのうお座β星は、同じみなみのうお座で突出して明るいフォーマルハウトと似た、白色に輝くA型主系列星で、スペクトル型はA0 Vと分類される。表面の有効温度はおよそ9,600 K、光度は太陽の32倍程度で、半径は太陽の約2.3倍、質量も太陽の約2.3倍と推定されている。年齢は等年齢線に基づいて約1億8千万年と求められ、主系列寿命の3分の1程度しか消化していないとみられる。

### 星周円盤
みなみのうお座β星では、遠赤外域で顕著な赤外超過が検出されており、残骸円盤が存在するものとみられる。円盤の構造は、塵の温度が190 K程度の温かい円盤が、中心星から半径12 au辺りに広がり、その塵の質量は地球の0.013パーセント程度、塵の温度が60 K程度の冷たい円盤が、中心星から111 au辺りに広がり、その塵の質量は地球の0.63パーセント程度と推定される。

## 星系
みなみのうお座β星には、19世紀にジュゼッペ・ピアッツィが発見した7等星の「伴星」が存在する。南に30.3秒角離れた位置にある、CD-32 17127がそれである。発見されたとき、伴星はもっと離れた位置にみえており、2つの恒星が太陽から等距離であったとしても、1500 au以上離れているので、連星ではないとも考えられていた。
しかし、固有運動を分析したところ、2つの恒星は同じ運動を共有していることがわかり、物理的に結びついた連星であるとする説を支持する結果となった。連星であるとすれば、公転周期は2万4千年を超えるものとみられる。伴星の質量は、太陽とほぼ同じで、スペクトル型はG1 Vと推定されている。